# 国旗国歌条例
国旗国歌条例（こっきこっかじょうれい）は、大阪府及び大阪市の条例。

## 概要
次代を担う子どもに対して「伝統と文化を尊重し、それらを育んできた我が国と郷土を愛する意識の高揚に資すること」「他国を尊重し、国際社会の平和と発展に寄与する態度を養うこと」を目的に、公立学校等の地方自治体の施設における国旗の掲揚と、行事における自治体教職員の国歌の斉唱について“国旗及び国歌に関する法律（国旗国歌法）や学習指導要領や教育基本法の趣旨を踏まえ、自治体教職員は学校行事で行う国歌斉唱は起立により斉唱する”と規定。
大阪府・大阪市職員の業務内容を規律する条例であり、規律遵守については地方公務員法32条（法令等及び上司の職務上の命令に従う義務）に則り、条例施行および職務命令についての服務忠実義務が課さる。これに違反・過怠した場合は分限及び懲戒の対象となりうる（地方公務員法27-29条）という構成である。条例自体に罰則規定は置かない。
市条例については、非常勤職員が加盟する労働組合「大阪教育合同労働組合」がこれを強制しないよう団体交渉を求めている（市側は「管理運営事項」であるとして拒否したが、大阪府労働委員会は逆に「義務的団交事項」であり不当労働行為と認定、交渉に応じるよう命じた）。

## 解説
大阪府の施設における国旗の掲揚及び教職員による国歌の斉唱に関する条例（平成23年大阪府条例第83号）
2011年（平成23年）4月の大阪府議会選挙で議会過半数を獲得した大阪維新の会の主導によって提出され、同年6月3日に条例が可決成立した。
君が代斉唱時に職員の起立斉唱を義務付けた全国初の条例。この条例では「公立学校における服務規律の厳格化を図ること」「市町村教育委員会の服務の監督権限を侵すものではない」と規定されている。
毎日新聞は社説「条例までは不必要だ」で、「思想･良心にかかわる問題をはらむ以上、行政処分の域を踏み越えて、あえて条例を定めて抑え込むのは行き過ぎ」とした。産経新聞は主張「教委も毅然たる指導せよ」で、「国旗、国歌の大切さを教える限られた機会に教師が背を向けるようでは、国旗、国歌を自然に尊重する態度をはぐくむことはできまい」と述べた。
なお、自由民主党はこの2011年（平成23年）5月議会において大阪府の施設で常時国旗を掲揚することを規定した「大阪府の施設における国旗の掲揚に関する条例」（大阪府国旗条例）を提出したが、与党維新の会は国歌斉唱について含まないとして、また民主党などの他の党は条例制定に反対する立場から過半数に至らず否決された。
時の府知事・橋下徹は、2011年（平成23年）5月18日の定例記者会見において、「宗教や出自によって国旗国歌に抵抗のある人間もいると思うが、そのような者は大阪府の教員になるなということか？」との記者からの質問に対し「仕事の場に宗教や個人の思想信条を持ち出して職務命令に従えないのならば、他の職を選ぶべきであり、そのような個人の考えにあわせることは民間会社と同じく行政組織はできない」とした。
大阪市の施設における国旗の掲揚及び教職員による国歌の斉唱に関する条例（平成23年大阪市条例第16号）
2012年（平成24年）の大阪市議会で大阪維新の会の主導によって提出され、公明党と自由民主党によって「市立学校における服務規律の厳格化」が削除されて「市長の適切な実施に向けた市長と教育委員会の責務」に関する規定に修正された上で、同年2月28日に可決成立した。